# Plan de situation

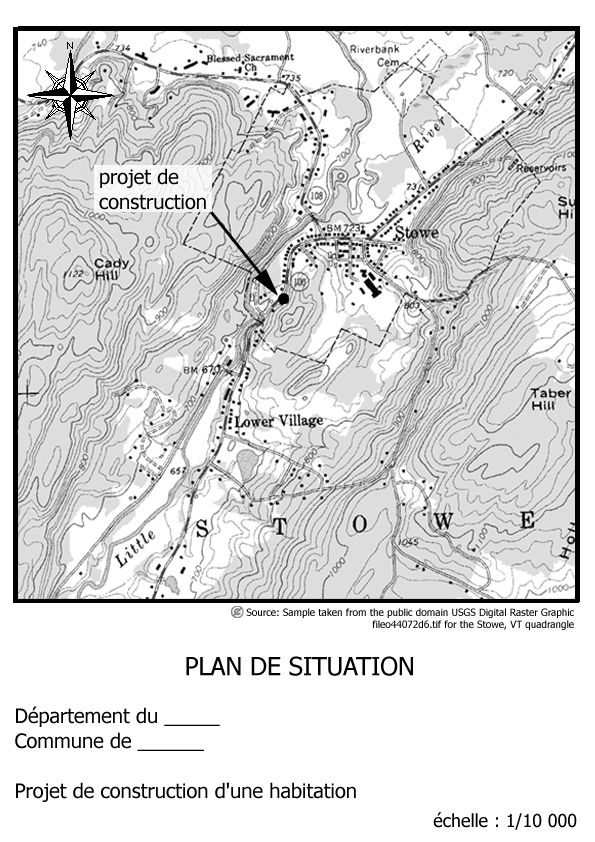
Exemple de plan de situation

Le plan de situation est un document qui précise la situation géographique d’un lieu.
Il est, en particulier, exigé dans un dossier de demande de permis de construire, de déclaration préalable, de certificat d'urbanisme. Il est généralement inclus également dans les pièces graphiques d'un dossier de consultation des entreprises. 
Il est établi sur un extrait de carte IGN, un plan d'assemblage cadastral (DGI, Bureau F1), ou un plan de ville. L'échelle du plan est généralement comprise entre le 1/5000e et 1/25 000e.
Il comporte plusieurs informations permettant de situer le sujet concerné : 
- Le nom de la commune et lieu-dit éventuel.
- L'orientation géographique, le plus souvent on représente la direction du Nord.
- Un repère localisant le lieu.

Le lieu peut être également repéré par rapport à des infrastructures proches (route, école, mairie, stade etc.)